# Rex E. Wallace
Rex E. Wallace (Rex Erwin Wallace) (13 settembre 1952) è un etruscologo e linguista statunitense, professore di Studi classici presso l'Università del Massachusetts a Amherst dal 1985 al 2018; i suoi principali interessi di ricerca e di insegnamento sono la linguistica greca, latina ed etrusca, e la linguistica storica, la morfologia e la lessicografia inglese.

## Biografia
Rex ha conseguito un B.A. in latino e un M.A. in lingue classiche presso l'Università del Nebraska. Ha conseguito il dottorato di ricerca (PhD) in linguistica presso l'Università statale dell'Ohio (Ohio State University) nel 1984. Professore di Studi classici all'Università del Massachusetts a Amherst, dove ha insegnato dal 1985 fino al 2018. 
I suoi principali interessi di ricerca e di insegnamento sono la linguistica greca, latina ed etrusca, linguistica, linguistica storica, morfologia e lessicografia inglese.

## Opere (principali)
- Language files, materials, 1982.
- Lucilius and satire in second-century BC Rome, 1985.
- Res gestae divi Augusti : as recorded in the Monumentum Ancyranum and the Monumentum Antiochenum, 2000.
- An introduction to wall inscriptions from Pompeii and Herculaneum, Bolchazy-Carducci publishers, 2005.
- The Sabellic Languages of Ancient Italy, Lincom, 2007.
- Zikh Rasna. A Manual of Etruscan Language and Inscriptions, Beech Stave, 2008.
- The archaeology of language at Poggio Civitate (Murlo) 2013.
- Language, Alphabet and Linguistic Affiliation, en S. Bell and A. Carpino, eds., "A Companion to the Etruscans", Wiley-Blackwell, 2016.